# 柳州地王国际财富中心
柳州地王国际财富中心是一座位于广西柳州的摩天大楼，楼高303（994英尺）。由香港地王国际企业集团有限公司建设，2010年开工，2015年完工